# Honda Indy Toronto 2012
La Honda Indy Toronto 2012 è la decima tappa della stagione 2012 della Indy Racing League. Si è disputata l'8 luglio 2012 su un circuito cittadino all'interno dell'Exhibition Place di Toronto, in Canada e ha visto la vittoria di Ryan Hunter-Reay.

## Gara
| Pos | #  | Pilota              | Team                             | Motore    | Giri | Tempo/Ritirato     | Griglia | Giri in testa | Punti |
| --- | -- | ------------------- | -------------------------------- | --------- | ---- | ------------------ | ------- | ------------- | ----- |
| 1   | 28 | Ryan Hunter-Reay    | Andretti Autosport               | Chevrolet | 85   | 1:33:26.5096       | 6       | 36            | 52    |
| 2   | 83 | Charlie Kimball     | Chip Ganassi Racing              | Honda     | 85   | + 0.0757           | 13      | 0             | 40    |
| 3   | 14 | Mike Conway         | A.J. Foyt Enterprises            | Honda     | 85   | + 0.2848           | 11      | 0             | 35    |
| 4   | 11 | Tony Kanaan         | KV Racing Technology             | Chevrolet | 85   | + 1.6672           | 17      | 0             | 32    |
| 5   | 22 | Oriol Servià        | Panther/Dreyer & Reinbold Racing | Chevrolet | 85   | + 1.9128           | 14      | 0             | 30    |
| 6   | 3  | Hélio Castroneves   | Team Penske                      | Chevrolet | 85   | + 2.4795           | 7       | 0             | 28    |
| 7   | 4  | J. R. Hildebrand    | Panther Racing                   | Chevrolet | 85   | + 2.6233           | 15      | 1             | 26    |
| 8   | 19 | James Jakes         | Dale Coyne Racing                | Honda     | 85   | + 3.7294           | 24      | 0             | 24    |
| 9   | 15 | Takuma Satō         | Rahal Letterman Lanigan Racing   | Honda     | 85   | + 6.5633           | 9       | 0             | 22    |
| 10  | 98 | Alex Tagliani       | Team Barracuda – BHA             | Honda     | 85   | + 9.9764           | 16      | 0             | 20    |
| 11  | 8  | Rubens Barrichello  | KV Racing Technology             | Chevrolet | 85   | + 11.4636          | 18      | 0             | 19    |
| 12  | 77 | Simon Pagenaud (R)  | Schmidt Hamilton Motorsports     | Honda     | 85   | + 43.8734          | 8       | 23            | 18    |
| 13  | 67 | Josef Newgarden (R) | Sarah Fisher Hartman Racing      | Honda     | 84   | + 1 giro           | 20      | 0             | 17    |
| 14  | 7  | Sébastien Bourdais  | Dragon Racing                    | Chevrolet | 84   | + 1 giro           | 4       | 0             | 16    |
| 15  | 12 | Will Power          | Team Penske                      | Chevrolet | 84   | + 1 giro           | 2       | 20            | 15    |
| 16  | 26 | Marco Andretti      | Andretti Autosport               | Chevrolet | 84   | + 1 giro           | 22      | 0             | 14    |
| 17  | 10 | Dario Franchitti    | Chip Ganassi Racing              | Honda     | 84   | + 1 giro           | 1       | 5             | 14    |
| 18  | 20 | Ed Carpenter        | Ed Carpenter Racing              | Chevrolet | 84   | + 1 giro           | 21      | 0             | 12    |
| 19  | 2  | Ryan Briscoe        | Team Penske                      | Chevrolet | 83   | + 2 giri           | 12      | 0             | 12    |
| 20  | 5  | E.J. Viso           | KV Racing Technology             | Chevrolet | 81   | + 4 giri           | 23      | 0             | 12    |
| 21  | 18 | Justin Wilson       | Dale Coyne Racing                | Honda     | 67   | Contatto           | 3       | 0             | 12    |
| 22  | 27 | James Hinchcliffe   | Andretti Autosport               | Chevrolet | 33   | Problema meccanico | 19      | 0             | 12    |
| 23  | 38 | Graham Rahal        | Chip Ganassi Racing              | Honda     | 23   | Contatto           | 10      | 0             | 12    |
| 24  | 78 | Simona de Silvestro | HVM Racing                       | Lotus     | 9    | Problema meccanico | 25      | 0             | 12    |
| 25  | 9  | Scott Dixon         | Chip Ganassi Racing              | Honda     | 7    | Motore             | 5       | 0             | 10    |